# Анна Стюарт (дочь Карла I)
А́нна Стю́арт (англ. Anne Stuart; 17 марта 1637, Сент-Джеймсский дворец — 5 ноября 1640, Ричмондский дворец) — дочь англо-шотландского короля Карла I Стюарта и французской принцессы Генриетты Марии. Девочка умерла в возрасте трёх лет от туберкулёза, развившегося в результате неправильного строения внутренних органов.

## Биография
Анна родилась в пятницу 17 марта (в день святого Патрика) 1637 года в двенадцать часов дня в Сент-Джеймсском дворце и была шестым ребёнком (пятым, пережившим младенчество) и третьей дочерью из десяти детей короля Англии и Шотландии Карла I и его жены французской принцессы Генриетты Марии. По отцу девочка была внучкой первого английского короля из династии Стюартов Якова I и принцессы из Ольденбургской династии Анны Датской; по матери — короля Франции и Наварры Генриха IV и его второй жены тосканской принцессы Марии Медичи. В честь рождения девочки только в Кембриджском университете было создано свыше 130 од, в которых Анне и её сёстрам Марии и Елизавете придавался романтический образ.
Маленькая принцесса была крещена 30 марта 1637 года без пышной церемонии под руководством архиепископа Кентерберийского Уильяма Лода, уже крестившего детей королевской четы. Своё имя маленькая принцесса получила в честь Анны Австрийской — жены французского короля Людовика XIII, родного дяди по материнской линии принцессы Анны. Вскоре после рождения девочка была помещена в королевскую детскую Ричмондского дворца, где ей был выделен штат прислуги в размере десяти человек и где принцесса провела всю свою недолгую жизнь.
Анна с рождения не отличалась крепким здоровьем: постоянный лихорадочный кашель говорил о том, что принцесса страдает заболеванием лёгких и, прежде чем ей исполнилось четыре года, умерла от туберкулёза 5 ноября 1640 года в Ричмондском дворце. Перед смертью, по свидетельству её гувернантки, принцесса сообщила, что хочет помолиться, но не сможет произнести «долгую молитву» (имеется в виду молитва «Отче наш»). Она успела произнести лишь фразу «Господи, когда я усну, пусть это не будет сон смерти», после чего умерла. Родители Анны, огорчённые смертью девочки, поручили придворному врачу Теодору де Майерну провести тщательное вскрытие, которое показало, что принцесса имела некий дефект строения органов, который и привёл к болезни и смерти. Также было доказано, что никакая случайность (например, падение) не могла спровоцировать или ускорить естественную кончину девочки.
Тело девочки 8 декабря 1640 года без официальной церемонии было помещено в капеллу Генриха VII в Вестминстерском аббатстве, где уже покоился первенец королевской четы Чарльз Джеймс.

## Комментарии
1. ↑  В регистре захоронений капеллы ошибочно эта дата считается датой смерти девочки[6].